# Дрогобицький бунт
Дрогобицький бунт або Дрогобицьке повстання — заколот проти ЗУНР, піднятий сотнею Дрогобицької міліції за рішенням Жовнірської ради. Тривав з 14 по 15 квітня 1919 року.
Заколот охопив кілька населених пунктів повіту: слідом за Дрогобичем у селі Уличне сформувався повстанський загін, який захопив села Уличне і Доброгостів.

## Причини
Дослідники історії ЗУНР виводять причини бунту до економічного тогочасного становища. В Дрогобицькому басейні за практично відсутності сільськогосподарської складової — ¾ ріллі через воєнні руйнації було необсіяно, та великі реквізиції з огляду на воєнний час, до ста тисяч людей перебували на межі виживання чи смерти з голоду. Про тяжкий економічний стан в Бориславі та Дрогобичі — передусім про продовольче становище — місцеве керівництво повідомляло ще 7 квітня. Окрім того, до нездорових відносин примішувалася різкість у відносинах тилових старшин, та населення, що було притлумлене поразкою під Вовчухами.

## Перебіг подій
Бунт розпочала сотня дрогобицької міліції, самоорганізована з дрогобицьких міщан. Міліціонери не визнавали старшинських ступенів, встановили своїх командантів. Поштовхом до бунту було рішення новопризначеного коменданта Дрогобича майора Івана Грабовенського відіслати міліцейську сотню на фронт, а безпосереднім приводом — інцидент в першій запасній сотні дрогобицького гарнізону, коли старшина вдарив у лице стрільця. Коли повсталі міліціонери спробували захопити приміщення Боєвої Управи, офіцер застрелив одного з них — І. Кушніра. Бунтівникам вдалося заарештувати військове і цивільне керівництво Дрогобицького повіту ЗУНР, зайняти станицю міліції і залізничну станцію. Після прибуття до Дрогобича з фронту Гуцульського Куреня та бронепоїзду № 2 («Ляля») групи «Рудки» повстання припинилося. 340 учасників бунту були заарештовані, 82 особи — постали перед польовим судом. Двох учасників виступу засуджено до розстрілу. В радянській історіографії як призвідця повстання фігурував комуніст Василь Коцко.
15 квітня панцерний потяг «Число 2» виїхав до Дрогобича на придушення заколоту. Про це дізналася польська розвідка, військові сили якої в цьому часі розпочали наступальну операцію під Львовом. Ворог розраховував, що панцерний потяг на деякий час затримається у Дрогобичі, тому поява його в районі бойових дій захопила противника нагле зненацька. У бою між Пустомитами і селом Глинною польський піхотний батальйон було розсіяно вогнем українського бронепоїзда «Люся», що сприяло стабілізації фронту на цій ділянці.

## Оцінка
Оцінка Дрогобицького повстання 1919 р. в історичній літературі має контроверсійний характер.
Радянські вчені висвітлювали це повстання як апогей класової боротьби галицьких робітників проти «буржуазно-націоналістичного» уряду ЗУНР. Виступ проти місцевої української влади власне пов'язували з утворенням у грудні 1918 р. у Стебнику «Робітничої Ради» та створенням 18 лютого 1919 р. Комуністичної партії Східної Галичини.
Властиво, інше тлумачення розсягу та характеру повстання є у спогадах тогочасних відомих громадсько-політичних діячів ЗОУНР. Депутат Дрогобицької Повітової Ради Віктор Пацлавський стверджував, що повстання тривало менше доби, не мало жодного політичного підтексту. Згідно з його словами, виступ зворохоблений не більшовиками, а поворотцями з російського полону, які проголосили себе «радою жовнірських депутатів». На такій версії наполягають діячі УНРади ЗУНР Володимир Бірчак та Гриць (Григорій) Терлецький.
І. Калічак завважив, що підтримати повсталих солдатів до міста прибули тільки кілька вантажівок з робітниками фабрики «Галіція», що тримали червоні прапори. Крім того, він відзначив: 
| «Більшовизм у Дрогобичі?.. Таж свідомих більшовиків тоді у нас ще не було… Слово „більшовик“ було тоді, правда, так само в моді, як і слово „буржуй“. Але цих слів уживано далеко не в нинішньому розумінні. „Більшовиком“ у тодішньому значінні був той, що спротивився якомусь приказові, з чимось не погоджувався, або не був тої самої думки, що загал» |.
Микола Кондрат, котрий як поручник-суддя Галицької Армії від імени Дрогобицької служби військових справ провадив слідство теж зазначав, що дрогобицький бунт не мав жодного ідеологічного більшовицького підкладу. Поляки, згідно його свідчень, не брали теж в цьому ні прямої, ані опосередкованої участі.
У художній літературі, з радянських позицій, події Дрогобицького бунту висвітлені в романі «Прапор над Карпатами» (Київ, 1964) та повісті «Верховинці. Хроніка однієї родини» (Київ, 1979) письменниці Галини Олексенко.